# Диффузионное приближение УПИ в тканях
Фотоны, которые мигрируют в биологических тканях могут быть описаны при помощи численного моделирования методом Монте Карло или аналитическим уравнением переноса излучения (УПИ). Однако, УПИ трудно решается без применения упрощений (приближений). Стандартным методом упрощения УПИ является диффузионное приближение. Общее решение уравнения диффузии для фотонов получается быстрее, но менее точно чем методом Монте Карло.

## Определения
УПИ может математически моделировать перенос энергии фотонов внутри ткани. Поток энергии излучения через небольшую площадь элемента в поле излучения может быть охарактеризован энергетической яркостью:
```

  

    

      

        
L

        
(

        

          

            

              
r

              
→

            

          

        

        
,

        

          

            

              
s

              
^

            

          

        

        
,

        
t

        
)

        
(

        

          

            
W

            

              

                
m

                

                  
2

                

              

              
s

              
r

            

          

        

        
)

      

    

    
{\displaystyle L({\vec {r}},{\hat {s}},t)({\frac {W}{m^{2}sr}})}

  

.
```

Она определяется как поток энергии приходящейся на единицу площади, на единицу пространственного угла, в единицу времени. Где {\displaystyle {\vec {r}}} обозначает радиус вектор,{\displaystyle {\hat {s}}} обозначает единичный вектор направления и {\displaystyle t} обозначает время.
Другие важные физические величины основаны на определении энергетической яркости излучения.
Плотность светового потока или интенсивность:
```

  

    

      

        
Φ

        
(

        

          

            

              
r

              
→

            

          

        

        
,

        
t

        
)

        
=

        

          
∫

          

            
4

            
π

          

        

        
L

        
(

        

          

            

              
r

              
→

            

          

        

        
,

        

          

            

              
s

              
^

            

          

        

        
,

        
t

        
)

        
d

        
Ω

        
(

        

          

            
W

            

              
m

              

                
2

              

            

          

        

        
)

      

    

    
{\displaystyle \Phi ({\vec {r}},t)=\int _{4\pi }L({\vec {r}},{\hat {s}},t)d\Omega ({\frac {W}{m^{2}}})}

  

```

Световой поток (флюенс):
```

  

    

      

        
F

        
(

        

          

            

              
r

              
→

            

          

        

        
)

        
=

        

          
∫

          

            
−

            
∞

          

          

            
+

            
∞

          

        

        
Φ

        
(

        

          

            

              
r

              
→

            

          

        

        
,

        
t

        
)

        
d

        
t

        
(

        

          

            
J

            

              
m

              

                
2

              

            

          

        

        
)

      

    

    
{\displaystyle F({\vec {r}})=\int _{-\infty }^{+\infty }\Phi ({\vec {r}},t)dt({\frac {J}{m^{2}}})}

  

```

Поток энергии:
{\displaystyle {\vec {J}}({\vec {r}},t)=\int _{4\pi }{\hat {s}}L({\vec {r}},{\hat {s}},t)d\Omega ({\frac {W}{m^{2}}})}.
Это вектор, который, аналогично скорости светового потока, указывает направление потока энергии.

## Уравнение переноса излучения
УПИ это дифференциальное уравнение описывающее яркость излучения {\displaystyle L({\vec {r}},{\hat {s}},t)}. Это уравнение можно получить с помощью закона сохранения энергии. УПИ утверждает, что луч света теряет энергию через дивергенцию и затухание (включая поглощение и рассеяние луча света) и получает энергию от источников света в среде и рассеяния по направлению к лучу. Когерентностью, поляризацией и нелинейностью можно пренебречь. Оптические свойства, такие как показатель преломления {\displaystyle n}, коэффициент поглощения µa, коэффициент рассеяния µμs, параметр анизотропия рассеяния {\displaystyle g} считаются независимыми от времени, но могут меняться в пространстве. Предполагается, что рассеяние должно быть упругим.
УПИ (уравнение Больцмана) запишется в виде:
```

  

    

      

        

          

            

              
∂

              
L

              
(

              

                

                  

                    
r

                    
→

                  

                

              

              
,

              

                

                  

                    
s

                    
^

                  

                

              

              
,

              
t

              
)

              

                
/

              

              
c

            

            

              
∂

              
t

            

          

        

        
=

        
−

        

          

            

              
s

              
^

            

          

        

        
⋅

        
∇

        
L

        
(

        

          

            

              
r

              
→

            

          

        

        
,

        

          

            

              
s

              
^

            

          

        

        
,

        
t

        
)

        
−

        

          
μ

          

            
t

          

        

        
L

        
(

        

          

            

              
r

              
→

            

          

        

        
,

        

          

            

              
s

              
^

            

          

        

        
,

        
t

        
)

        
+

        

          
μ

          

            
s

          

        

        

          
∫

          

            
4

            
π

          

        

        
L

        
(

        

          

            

              
r

              
→

            

          

        

        
,

        

          

            

              

                
s

                
^

              

            

          

          
′

        

        
,

        
t

        
)

        
P

        
(

        

          

            

              

                
s

                
^

              

            

          

          
′

        

        
⋅

        

          

            

              
s

              
^

            

          

        

        
)

        
d

        

          
Ω

          
′

        

        
+

        
S

        
(

        

          

            

              
r

              
→

            

          

        

        
,

        

          

            

              
s

              
^

            

          

        

        
,

        
t

        
)

      

    

    
{\displaystyle {\frac {\partial L({\vec {r}},{\hat {s}},t)/c}{\partial t}}=-{\hat {s}}\cdot \nabla L({\vec {r}},{\hat {s}},t)-\mu _{t}L({\vec {r}},{\hat {s}},t)+\mu _{s}\int _{4\pi }L({\vec {r}},{\hat {s}}',t)P({\hat {s}}'\cdot {\hat {s}})d\Omega '+S({\vec {r}},{\hat {s}},t)}

  

```

- {\displaystyle c}- это скорость света в ткани, определённая с учётом показателя преломления.
- μt{\displaystyle =}μa+μs -коэффициентом экстинкции.
- {\displaystyle P({\hat {s}}',{\hat {s}})} — фазовая функция, представляющая вероятность рассеяния света в направлении {\displaystyle {\hat {s}}'} в пространственный угол {\displaystyle d\Omega } вокруг {\displaystyle {\hat {s}}}. В большинстве случаев, фазовая функция зависит только от угла между направлением рассеяния {\displaystyle {\hat {s}}'} и направления падения света {\displaystyle {\hat {s}}}, то есть{\displaystyle P({\hat {s}}',{\hat {s}})=P({\hat {s}}'\cdot {\hat {s}})}.
- Параметр анизотропии рассеяния может быть выражена как {\displaystyle g=\int _{4\pi }({\hat {s}}'\cdot {\hat {s}})P({\hat {s}}'\cdot {\hat {s}})d\Omega }.
- {\displaystyle S({\vec {r}},{\hat {s}},t)} — описывает интенсивность источника света.

## Диффузионная теория
Предположения
В УПИ, шесть разных независимых переменных определяются энергетической яркостью любой пространственно-временной точки ({\displaystyle x},{\displaystyle y} и {\displaystyle z} от {\displaystyle {\vec {r}}}, полярный угол {\displaystyle \theta } и угол перехода {\displaystyle \phi } от {\displaystyle {\hat {s}}} и {\displaystyle t}). Выдвинув соответствующие гипотезы о поведении фотонов в рассеивающей среде, можно сделать вывод о том, что число независимых переменных может уменьшаться. Эти предположения приводят к диффузионной теории (и к диффузионному уравнению) для миграции фотонов. Две гипотезы позволяют применять теории диффузии в УПИ:
- Относительно событий рассеяния, существует очень мало событий поглощения. Кроме того, после многочисленных случаев рассеяния, несколько случаев поглощения будут происходить, и энергетическая яркость станет практически изотропной. Эту гипотезу иногда называют направленное расширение.
- Вначале, время существенного изменения плотности тока значительно больше, чем время пересечения транспортной длины свободного пробега. Таким образом, относительное изменение плотности тока на транспортной длине свободного пробега значительно меньше единицы. Это свойство иногда называют временным уширением.

Обе гипотезы верны только при большом значении коэффициента отражения поверхности (преимущественно рассеяние) в среде.

## УПИ в диффузном приближении
Энергетическую яркость можно разложить в ряд линейно независимых сферических гармоник {\displaystyle Y}n, m. В диффузионной теории, энергетическая яркость принимается чаще всего за изотропную, поэтому используется только изотропная составляющая и анизотропная составляющая первого порядка{\displaystyle L({\vec {r}},{\hat {s}},t)\approx \ \sum _{n=0}^{1}\sum _{m=-n}^{n}L_{n,m}({\vec {r}},t)Y_{n,m}({\hat {s}})} где {\displaystyle L}n, m коэффициент разложения. Энергетическая яркость представляется 4 составляющими, одна для n = 0 (изотропная составляющая) и 3 составляющие для n = 1 (анизотропная составляющая). Используя свойства сферических гармоник, определение плотности светового потока {\displaystyle \Phi ({\vec {r}},t)} и определение плотности тока {\displaystyle {\vec {J}}({\vec {r}},t)} изотропные и анизотропные составляющие могут бы выражены следующим образом:
- {\displaystyle L_{0,0}({\vec {r}},t)Y_{0,0}({\hat {s}})={\frac {\Phi ({\vec {r}},t)}{4\pi }}}
- {\displaystyle \sum _{m=-1}^{1}L_{1,m}({\vec {r}},t)Y_{1,m}({\hat {s}})={\frac {3}{4\pi }}{\vec {J}}({\vec {r}},t)\cdot {\hat {s}}}

Следовательно, энергетическую яркость можно аппроксимировать, так:
{\displaystyle L({\vec {r}},{\hat {s}},t)={\frac {1}{4\pi }}\Phi ({\vec {r}},t)+{\frac {3}{4\pi }}{\vec {J}}({\vec {r}},t)\cdot {\hat {s}}}
Используя это выражение для энергетической яркости, УПИ можно записать в скалярной и векторной форме следующим образом(В УПИ интегрирование слагаемого, которое описывает рассеяние, осуществляется в полном пространственном угле {\displaystyle 4\pi } solid angle. УПИ в векторной форме умножается на направление {\displaystyle {\hat {s}}} до его оценки.)
{\displaystyle {\frac {\partial \Phi ({\vec {r}},t)}{c\partial t}}+\mu _{a}\Phi ({\vec {r}},t)+\nabla \cdot {\vec {J}}({\vec {r}},t)=S({\vec {r}},t)}

{\displaystyle {\frac {\partial {\vec {J}}({\vec {r}},t)}{c\partial t}}+(\mu _{a}+\mu _{s}'){\vec {J}}({\vec {r}},t)+{\frac {1}{3}}\nabla \Phi ({\vec {r}},t)=0}
В УПИ интегрирование слагаемого, которое описывает рассеяние, осуществляется в полном телесном угле 4π. УПИ в векторной форме умножается на направление до его оценки.
Диффузионное приближение может быть применено только в случаях, когда редуцированный коэффициент рассеяния намного больше, чем коэффициент поглощения; а также в случаях, когда размер минимальной толщины слоя сравним с несколькими транспортными длинами свободного пробега.

## Уравнение диффузии
Заметим, что согласно второй гипотезе диффузионной теории относительное вклад изменения плотности тока {\displaystyle {\vec {J}}({\vec {r}},t)} вдоль одной транспортной длины свободного пробега незначителен. При векторном представлении диффузионной теории УПИ сводится к закону Фика {\displaystyle {\vec {J}}({\vec {r}},t)={\frac {-\nabla \Phi ({\vec {r}},t)}{3(\mu _{a}+\mu _{s}')}}}, он определяет плотность потока в терминах градиента скорости переноса частиц. Подстановка закон Фика в скалярное уравнение УПИ даёт уравнение диффузии:

{\displaystyle {\frac {\partial \Phi ({\vec {r}},t)}{c\partial t}}+\mu _{a}\Phi ({\vec {r}},t)-\nabla \cdot [D\nabla \Phi ({\vec {r}},t)]=S({\vec {r}},t)}
{\displaystyle D={\frac {1}{3(\mu _{a}+\mu _{s}')}}} — коэффициент диффузии; μ's{\displaystyle =(1-g)}μs — редуцированный коэффициент. Заметим, что в уравнении диффузии нет явной зависимости от коэффициента рассеяния. Вместо этого, только редуцированный коэффициент рассеяния появляется в выражении для {\displaystyle D}. Из этого следует, что диффузия не зависит от параметра анизотропии, g, рассеивающей среды, если редуцированный коэффициент рассеяния, μ's, остается постоянным.

## Решение уравнения диффузии
Для различных границ (например, слоев ткани) и расположений источников света, уравнение диффузии можно решить путём применения соответствующих граничных условий и определения характеристик источника {\displaystyle S({\vec {r}},t)}.

## Точечные источники в бесконечных однородных средах
В этом разделе представлено решение уравнения диффузии в простом случае импульсного точечного источника для однородной бесконечной среды. Характеристика источника излучения в уравнении диффузии выглядит так: {\displaystyle S({\vec {r}},t,{\vec {r'}},t')=\delta ({\vec {r}}-{\vec {r'}})\delta (t-t')}, где {\displaystyle {\vec {r}}}, координата точки, в которой измеряется плотность светового потока, {\displaystyle {\vec {r'}}} координата источника. Пик импульса определяется временем {\displaystyle t'}. Для определения плотности светового потока, уравнение диффузии решается таким образом:
{\displaystyle \Phi ({\vec {r}},t;{\vec {r'}},t)={\frac {c}{[4\pi Dc(t-t')]^{3/2}}}\exp \left[-{\frac {\mid {\vec {r}}-{\vec {r'}}\mid ^{2}}{4Dc(t-t')}}\right]\exp[-\mu _{a}c(t-t')]}
Множитель {\displaystyle \exp \left[-\mu _{a}c(t-t')\right]} описывает экспоненциальное затухание в плотности светового потока за счет поглощения в соответствии с законом Бугера-Ламберта-Бера. Остальные сомножители представляют расширение источника из-за рассеяния. С учетом изложенного решения, произвольный источник может быть охарактеризован как суперпозиция коротких импульсных точечных источников. Убирая зависимость по времени из уравнения диффузии получаем независящее от времени решение для точечного источника
{\displaystyle S({\vec {r}})=\delta ({\vec {r}})}:
{\displaystyle \Phi ({\vec {r}})={\frac {1}{4\pi Dr}}\exp(-\mu _{eff}r)}
{\displaystyle \mu _{\mathrm {eff} }={\sqrt {\frac {\mu _{a}}{D}}}} эффективный коэффициент поглощения, который показывает скорость затухания плотности светового потока в пространстве.

## Граничные условия
Плотность светового потока на границе.
Применение граничных условий позволяет использовать уравнения диффузии для решения задач распространения света в средах ограниченного размера (где необходимо учитывать границу между биообъектом и окружающей средой). Чтобы решения задач на границе, нужно понять, что происходит, когда фотоны в среде достигают её границы (то есть поверхности). Направленное внутрь среды и интегрированное по направлению излучение на границе равно интегрированному по направлению излучению на границе направленному из среды и умноженному на коэффициент отражения {\displaystyle R_{F}}:
{\displaystyle \int _{{\hat {s}}\cdot {\hat {n}}<0}L({\vec {r}},{\hat {s}},t){\hat {s}}\cdot {\hat {n}}d\Omega =\int _{{\hat {s}}\cdot {\hat {n}}>0}R_{F}({\hat {s}}\cdot {\hat {n}})L({\vec {r}},{\hat {s}},t){\hat {s}}\cdot {\hat {n}}d\Omega }
где {\displaystyle {\hat {n}}} нормаль к границе, направленная наружу. Диффузионное приближение дает выражение для излучения {\displaystyle L} с точки зрения плотности светового потока {\displaystyle \Phi } и плотность тока {\displaystyle {\vec {J}}}.
После подстановки, получаем оценку для вышеприведённых интегралов:
{\displaystyle {\frac {\Phi ({\vec {r}},t)}{4}}+{\vec {J}}({\vec {r}},t)\cdot {\frac {\hat {n}}{2}}=R_{\Phi }{\frac {\Phi ({\vec {r}},t)}{4}}-R_{J}{\vec {J}}({\vec {r}},t)\cdot {\frac {\hat {n}}{2}}}
- {\displaystyle R_{\Phi }=\int _{0}^{\pi /2}2\sin \theta \cos \theta R_{F}(\cos \theta )d\theta }
- {\displaystyle R_{J}=\int _{0}^{\pi /2}3\sin \theta (\cos \theta )^{2}R_{F}(\cos \theta )d\theta }

Делаем подстановку, используя закон Фика ({\displaystyle {\vec {J}}({\vec {r}},t)=-D\nabla \Phi ({\vec {r}},t)}), на расстоянии от границы, z = 0, получим:
{\displaystyle \Phi ({\vec {r}},t)=A_{z}{\frac {\partial \Phi ({\vec {r}},t)}{\partial z}}}
- {\displaystyle A_{z}=2D{\frac {1+R_{eff}}{1-R_{eff}}}}
- {\displaystyle R_{\mathrm {eff} }={\frac {R_{\Phi }+R_{J}}{2-R_{\Phi }+R_{J}}}}